# Santa Lúcia em Septisolio (diaconia)
Santa Lúcia em Septisolio  foi uma diaconia, uma das sete primeiras diaconias de acordo com o Anuário Pontifício. Era também conhecida como in septem soliis ou in septem viis. O Liber Pontificalis indica que esta diaconia recebeu doações do Papa Leão III.
A sua igreja, Santa Lucia in Septisolio, era construída atrás do Circo Máximo e do Septizônio, próximo ao Mosteiro de São Gregório al Clivo Scauro, ao pé do Palatino, próximo da Via Ápia. César Barônio, em seus Annales ecclesiastici, lamentou a destruição "da mais famosa obra da antiga Roma".

## Titulares presbíteros protetores
- Gregorio, O.S.B. (1088)
- Gregorio Caetani (1099-  antes de 1116 ou depois de 1124 e 1130)
- Giovanni (circa 1115- circa 1120)
- Gerardo (1120-1122)
- Gregorio (1122- circa 1130)
- Silvano (ou Sylvino) (1130- circa 1142)
- Rodolfo (1143-1159)
- Romano (1159-?)
- Leone Brancaleone (1200-1202)
- Paio Galvão (ou Pelagio Galvani), O.S.B. (1205-1210)
- Angelo d'Anna de Sommariva, O.S.B. Cam. (1384-1396)
- Giovanni Michiel (1468-1470)
- Fryderyk Jagiellończyk (1493-1503)
- Niccolò Fieschi (1503-1506)
- René de Prie (1507-1509)
- Vacante (1509-1525)
- Afonso de Portugal (1525-1535)
- Vacante (1535-1557)
- Giovanni Battista Consiglieri (1557-1558)
- Vacante (1558-1565)
- Francesco Alciati (1565)
- Francesco Crasso (1566)
- Vacante (1566-1587)
- Diaconia suprimida em 1587